# Східносибірський лев
Східносибі́рський лев (лат. Panthera leo vereshchagini) — доісторичний лев, який населяв Якутію (Росія), Аляску (США) та північ Канади. Він був більшим, ніж європейський лев печерний, але меншим за американського лева. Згідно з сучасними результатами вивчення ДНК, сибірські печерні леви належать підвиду Panthera leo spelaea.

## Опис
Східносибірський лев був більшим за сучасного, але меншим ніж інші древні леви, важив 180—270 кг і досягав у довжину 240 см без хвоста.

## Поширення
Доісторичний лев жив на території Сибіру, Берінгії і на заході Північної Америки.
У Якутії виявлено добре збережений труп левеняти у віці декількох місяців, а також ще два дещо гірше збережених зразки